# Иван Цончев
Иван Стефанов Цончев е български офицер, генерал-майор, и революционер. Цончев е участник в Българското опълчение през Руско-турската война (1877 – 1878). След това като офицер от Българската армия по време на Сръбско българската война (1885) командва 7-и полк в решителната Сливнишка битка. На следната 1886 година, по време на Русофилските бунтове, Цончев е основна фигура в предотвратяването на измяна в Шуменския гарнизон. Същевременно Цончев е член на Българските освободителни братства, подготвящи революция в останалите в Османската империя Македония и Одринска Тракия, и в 1901 година напуска армията, за да се отдаде изцяло на революционна дейност. Цончев е за бързо въстание в Македония и Одринско, на което се противопоставят и българското правителство и Вътрешната македоно-одринска революционна организация. През лятото на 1902 година Цончев овладява ръководството на Върховния македоно-одрински комитет и поема курс към въстание, което води до разцепление в Комитета. Той е основен организатор на последвалото през есента на 1902 година Горноджумайско въстание. След неуспеха му, на следната 1903 година участва в планирането на Илинденско-Преображенското въстание, като е и основен ръководител на бойните действия в Серския революционен окръг. След въстанието прави опит за създаване на върховистка организация в Серския и Струмишкия революционен окръг, но след серия сблъсъци с чети на ВМОРО, през ноември 1905 година Цончев разпуска организациите на Върховния комитет и се оттегля от революционна дейност.

## Офицер

### В Българското опълчение (1878)
Иван Цончев е роден на 19 август (10 септември нов стил) 1859 година в будното българско балканско градче Дряново, тогава в Османската империя. Дядо му даскал Цончо Попиванов е виден дряновски възрожденски учител. Цончев завършва отделенията и първите класове в училището в родния си град.
След освобождението на Търново през юли 1877 година по време на Руско-турската война Иван Цончев е сред стотиците доброволци от района, постъпили в Българското опълчение. На 2 август Цончев е зачислен в 8-а опълченска дружина, която обаче не влиза в бой, а носи караулната и охранителна служба в Търново и околността.
На 12 юли 1878 година 8-а дружина се превръща в 12-а габровска пеша дружина на новосформираната Българска земска войска и Цончев продължава службата си в нея. През ноември 1878 година Цончев е приет в първия випуск на новосъздаденото Военно училище в София и на 26 ноември започва занятия. При ускореното протичане на занятията на 10 май 1879 година Цончев е произведен в прапорщик (от ноември званието е заменено с подпоручик) и получава назначение в 7-а пехотна ломпаланска дружина във Видин. През март 1880 година дружината е изпратена в Делиормана, за да участва в потушаването на Мюсюлманските бунтове до края на юли.
След изтеглянето си от Делиормана, 7-а дружина е разквартирувана в Лом, но на 31 август 1880 година Цончев е назначен за дружинен казничей на новосформираната 11-а орханийска пеша дружина, разположена в Берковица. След преврата от 27 април извънредният княжески комисар Арнолд Ремлинген го назначава за подкомисар в Кутловица, изпълняващ длъжността околийски началник. След изборите за Велико Народно събрание, които за разлика от много други места в страната в Кутловица минават без инциденти, Цончев се прибира в казармата на 22 юни. На 30 август Цончев е награден с 200 франка от княз Александър I за „особена дейност по службата“. През февруари 1882 година подпоручик Цончев получава командването на 1-ва рота от дружината, през юни оглавява 2-ра рота, а на 30 август е произведен в звание поручик.
През 1883 година е командирован в Русия на стаж и служи няколко месеца в 45-и азовски полк. Междувременно 11-а дружина е причислена към 2-ра бригада в Плевен, а през октомври към 4-та бригада в Шумен. На 18 ноември 8-а врачанска, 11-а орханийска и 22-ра разградска дружина формират 7-и пехотен преславски полк. След завръщането си в България, Цончев става командир на 8-а рота от 2-ра дружина, единственият българин ротен командир в дружината. На 30 август 1885 година Цончев е произведен в звание капитан.

### Сръбско-българската война (1885)
На 9 септември 1885 година, отзован заедно с всички руски офицери от България заради Съединението, майор Михаил Саакадзе предава командването на 2-ра дружина на 7-и полк на капитан Цончев. След Съединието Преславският полк влиза в Източния отряд и на 18 септември, веднага след мобилизацията, заминава за Ямбол през Осман пазар и Котел, в готовност за евентуална война с Османската империя. При засилването на заплахата от война със Сърбия, на 9 октомври полкът е прехвърлен с железицата до Пазарджик, откъдето с четири похода се придвижва на 13 октомври до София. Полкът се установява от връх Дубица до село Братушково. При началото на сръбското настъпление на 2 ноември 2-ра дружина на Цончев е изпратена да покрепи Долноневленския отряд на Андрей Букурещлиев. След нощен поход на 3 ноември сутринта дружината на Цончев се озовава сама на височините при село Вишан срещу първите колони на Дринската и на Дунавската дивизия. Цончев се оттегля към Владиславци, а по-късно получава заповед да се оттегли на Сливнишката позиция.
На 5 ноември сутринта 7-и полк е инспектиран от княз Александър I, който закусва в квартирата на Цончев в Алдомировци. В този момент започва сръбското настъпление и решителното Сливнишко сражение. По лична заповед на княза Цончев се отправя с дружината си към Сливница, за да усили Десния участък на позицията. Срещу 7-и полк настъпва цялата Дринска дивизия и след появата на сръбски части при Драготинци на Цончев е заповядано да се върне на Левия участък. Дружината му се сражава в боевете на 5 и 6 ноември, а в решителния ден 7 ноември защитава връх Вишая, крайния ляв фланг на позицията. В разгара на боя капитан Цончев обикаля на кон позициите на дружината си и е ранен с куршум в гърдите. Изнесен е от предната линия в Алдомировци и не успява да види триумфа на дружината си, която издържа всички атаки и накрая настъпва, като пленява 160 души. Цончев е награден с орден „За храброст“ IV степен.

### Русофилските бунтове (1886)
След войната капитан Цончев се завръща в Шуменския гарнизон. От 11 март до 30 октомври 1886 година е началник на местното полково военно окръжие. След Деветоавгустовския преврат, Шуменският гарнизон е най-лоялният на превратаджиите. След Контрапреврата командването на гарнизона продължава да има русофилско поведение. На 20 септември командирите на трите полка от Шуменската бригада Вичо Диков (пехота), Георги Люцканов (кавалерия) и Илия Козаров (артилерия) без знанието на другите офицери отправят ултиматум до правителството да приеме исканията на руския пратеник генерал-майор Николай Каулбарс – отлагане на изборите, вдигане на военното положение и освобождаване на арестуваните превратаджии. На 22 юни Цончев оглавява офицерската съпротива срещу измяната на гарнизона. По думите на Симеон Радев:
| „ | Вечерта всички офицери бидоха свикани на съвет. Капитан Г. Кожухаров, който минаваше за най-образован между артилеристите и обичаше да говори в събранията, взе и тоя път думата. Той описа поведението на гарнизона от 9 август насам, изложи преговорите и се опита да солидаризира цялото офицерство с телеграмата на полковите командири до Регентството. Офицерите го изслушаха мълчаливо. Когато той свърши, стана капитан Цончев и без да продума, се упъти към вратата; подир него тръгнаха капитан Лудогоров, ротмистър Михайлов; излязоха по същия безмълвен начин всичките офицери от Преславския полк и от кавалерийския. В залата останаха само тримата командири и артилеристите. | “ |

Ръководството на бригадата е сменено лично от военния министър Данаил Николаев през октомври – бригадата е оглавена от капитан Вълко Велчев, 7-и полк е поет от капитан Лудогоров, а на Цончев е поверена 1-ва дружина в смутното време на офицерски русофилски бунтове. На 13 март 1887 година, когато полкови командир става капитан Никифор Никифоров, Лудогоров оглавява 1-ва дружина, а Цончев отново поема 2-ра дружина. Серията русофилски бунтове през есента – Перущица, Бургас, Сливен, разделя офицерството в Шуменския гарнизон на революционно настроени и лоялни на правителството.
Новият бригаден командир е резервиран към правителството и дори започва да поддържа връзки с офицерите русофили емигранти в Букурещ. При избухването на Силистренския офицерски бунт на 16 февруари 1887 година на 17 февруари военният министър Данаил Николаев заповядва на бригадния командир капитан Велчев да изпрати подкрепления към Силистра и да арестува офицерите със съмнителна лоялност от артилерийския полк. Велчев отказва да изпълни заповедта, след което присъства на тайно заседание на офицерите от артилерийския полк, които настояват за присъединяване към бунта. За събранието разбират Цончев и Лудогоров, които се очертават като лидери на офицерите лоялисти, и уведомяват София. На 19 февруари помощник-началникът на Генералния щаб капитан Стефан Паприков телеграфира на Цончев един от двамата, той или Лудогоров да поеме коменданството на гарнизона, а Велчев да бъде арестуван. На коменданта се дава пълна свобода на действие, включително и арестуването на всички артилеристи. На 20 февруари комендант временно става Лудогоров и благодарение на решителността на Цончев и на офицерите от Преславския полк гарнизонът остава лоялен на правителството. След инспекция в Шумен командващия Източния отряд майор Рачо Петров телеграфира в София:
| „ | На Лудогорова и Цончева се дължи главно, че тука не било нарушавано спокойствието. | “ |

Цончев оглавява следствените действия в артилерийския полк, провежда арести, вследствие на които някои офицери са уволнени. На 14 април регентството произвежда Лудогоров и Цончев „за отличие“ в майори. През следната 1888 година Цончев често замества командира на полка.

### Полкови командир (1889 – 1898)
На 10 февруари 1889 година, при реорганизацията на Българската армия, Цончев е назначен за временно командващ новосформирания 2-ри пехотен искърски полк в София, който през август се мести в Ловеч. На 24 януари 1890 година майор Цончев е назначен за командир на 6-и пехотен търновски полк, квартируващ в София. Като началник на важен полк от софийския гарнизон Цончев, известен с прям и добронамерен характер, често участва в различни военни комисии и е известен лектор. Член е на Софийския военен съд, който гледа делото за заговора за държавен преврат на майор Коста Паница. На 17 май 1890 година съдът осъжда Паница на смърт, 8 души са осъдени на затвор, а 6 оправдани. На 2 август 1891 година е произведен в подполковник.
От 6 февруари 1892 година е член на пенсионния комитет, който е и управителен съвет на Емерителната каса в българската армия. Цончев работи за закриването на касата, заради което е отстранен от длъжност на 29 февруари 1892 година, но след недоволство в офицерския корпус е възстановен на 13 март по ходатайство на командира на 1-ва дивизия и има две аудиенции при княз Фердинанд I. В 1894 година Цончев е назначен в комисията по ликвидирането на Емерителната каса.
През лятото на 1894 година Цончев участва в големите маневри на 3-та балканска и 4-та преславска дивизия. През януари 1895 година влиза в комисията за изработване на „Устав за полската служба във войската“, а на 2 август 1895 година е произведен в полковник. Три дружини от полка му участват в маневрите в Северозападна България през септември 1896 година, а през февруари 1897 година почетна рота от полка му посреща сръбския крал Александър Обренович, който му дава орден „Таково“ ІІІ степен. През април княз Фердинанд прави Цончев член на Кавалерствения съвет, а през есента той е командирован като наблюдател на големите италиански маневри в Северна Италия заедно с капитан Стефан Нерезов. Цончев има чести аудиенции при княза и е най-привилегирован от всички български полкови командири във взаимоотношенията си с българския монарх.

### Комендант на Видин и бригаден командир (1889 – 1901)
На 27 януари 1898 година Цончев е назначен за комендант на град Видин, а на 1 януари 1899 година, във връзка с въвеждането на бригадна организация в пехотата, Цончев е назначен за командир на 2-ра бригада от 6-а пехотна бдинска дивизия, в която влизат 3-ти пехотен бдински, 15-и пехотен ломски и 12-и пехотен резервен полк. Така Цончев е едновременно бригаден командир, началник на бригадно военно окръжие и комендант на Видинската крепост.
На 1 февруари 1901 година полковник Иван Цончев неочаквано за мнозина се уволнява и излиза в запаса със звание генерал-майор, за да се отдаде изцяло на революционното движение в останалите под османска власт Македония и Одринска Тракия.

## Революционер

### В Офицерските братства (1895 – 1901)
След Четническата акция на Македонския комитет в 1895 година, офицерите участвали в него се включват в изграждането на организацията на Върховния комитет, но скоро се разочароват от него поради овладяването му от дейците на русофилската опозиция и в 1897 година започват да се организират Българските освободителни братства. Цончев през цялата си военна кариера е близък с офицери от Македония и Одринско, активни дейци на Братствата и на македоно-одринското движение – Анастас Янков и Стефан Николов са му съученици от Военното училище, Александър Протогеров и Димитър Думбалаков са в неговата дружина на Сливница, Илия Балтов и Иван Камбуров служат с него в Шумен, под негово командване във 2-ри искърски полк служат Никола Дагарадинов и Александър Протогеров, а в 6-и търновски – Тома Давидов, Антон Бузуков, Димитър Венедиков.
В 1895 година Цончев изплаща всички дългове на своите подчинени офицери, задлъжнели заради разходите си за македоно-одринското революционно движение. Двама негови подчинени – поручиците Бузуков и Васил Спасов участват в Четническата акция на Македонския комитет. Гьорче Петров пише в спомените си за въвеждането на Цончев в Българските освободителни братства:
| „ | Бѣхме се сближили най-много съ офицеритѣ – чрезъ офицеритѣ отъ 1895 година. Въ тая срѣда най-много ни съчувствуваха и най-сърдечно ни спомагаха. И не можехме въ друга срѣда да търсимъ срѣдства мимо тукашната организация на В. К. По предложение на офицеритѣ устроиха се офицерски дружби да приематъ вноски. Офицерътъ Гарофаловъ (честенъ до овчедушие дори) самъ предложи Цончева да се запознае съ насъ и сетне сѫщия за председатель, рѫководительна братствата, понеже Цончевъ се ползувалъ съ добро име и съ авторитетъ между офицеритѣ. Гарофаловъ служеше въ VI полкъ на Цончева. Дълго се колебахме да приемемъ ли Цончева помежду си, защото нѣкои (Бозуковъ особено) изказаха подозрение, да не би той съ задна цель да влиза помежду ни, като допускаха да е въ връзка и съ двореца. После дойдоха до убеждение, че той по собствено увлѣчение влиза въ нашата работа и че Бозуковото подозрение ще да е по-скоро следствие на неговото желание да стои той на чело. Отъ друга страна нѣмаше голѣмо значение нито опасносгь за нашата организация, че той щѣше да влѣзе тукъ между насъ, просто като личность, която ще услужва. Смѣтахме си, че Цончевъ, съ своя авторитетъ между офицерството не може да ни бѫде освенъ полезенъ и да подигне и нашия авторитетъ докато го използуваме. Това бѣше още, когато фабриката ни за бомби работѣше. Цончевъ много ни помогна съ пари, даже и отъ свои срѣдства даде до 500 – 600 лева; влизаше въ нашето положение и съ каквото можеше, помагаше човѣкътъ. Той ни отпусна за момчетата въ Сабляръ разни, непотрѣбни дрехи отъ военнитѣ складове и сурови материали за бомбитѣ и пр. Изобщо бѣше добъръ къмъ насъ. | “ |

#### Мисия при ЦК на ВМОРО в Солун (1897)
В 1897 година, най-вероятно покрай командировката му в Италия, с паспорт на чужденец Цончев осъществява тайно пътуване до Солун, където се среща с членовете на Централния комитет на Вътрешната организация. Гьорче Петров пише:
| „ | Това отиване на Ценчевъ му правѣше честь. Тогава още на насъ не гледаха като на сериозни хора; на нашата дейность гледаха съ голѣмо недовѣрие, така че сериозенъ човѣкъ тогава не тъй лесно се решаваше да се сближи съ насъ. Тогава никѫде не ни приемаха и не ни вѣрваха тъй сериозно и радушно освенъ въ офицерската срѣда и въ срѣдата на младежитѣ отъ социалистически калъпъ. Всичкитѣ тукъ македонствующи срѣди и личности се държаха хладно и не ни вѣрзаха. Съществуването на В. К. именно ни правѣше излишни и несериозни. Въ Солунъ Цончевъ се запозналъ съ Дамета, Перета, Татарчевъ и съ всички другари отъ Ц. К. Бѣха го посрещнали много добре, и Цончевъ дойде отъ тамъ очаруванъ отъ хората и отъ положението на работитѣ. Свижданието се е ограничило само съ освѣтление по дѣлото и нищо повече. Както казахъ, Цончевъ наскоро биде премѣстенъ въ Видинъ. Това бѣше постѫпка отъ министъръ Ивановъ противъ мене. | “ |

Христо Татарчев пише в спомените си, че Цончев е подчертал пред него готовността на офицерите от Братствата да подкрепят Революционната организация морално и материално. Според Татарчев:
| „ | Това негово дохождане в Солун улесни до голяма степен взаимното действие между Задграничното представителство и офицерските братства, което бе оформено при следните условия: „ЦМК да ръководи и да бъде начело на действията, като се смятат всички боеви сили, които би били изпратени във вътрешността в помощ на организацият, а в замяна Външната организация да се счита като мандатьор по всички политически инициативи, които би бил предрешил ЦМК.“ | “ |

През май 1899 година начело на Върховния комитет на Македонската организация е избран поручик Борис Сарафов, който много бързо вдига на крака и увеличава десет пъти числеността и материалните ресурси на Македоно-одринската организация. С помощта на МОО възход изживява и Вътрешната организация, чиято мрежа в Македония и Одринска Тракия се разширява значително. След забраната на стрелческите дружества от кабинета на Рачо Петров през пролетта на 1901 година Иван Цончев се опитва да ги легализира като клонове на Съюза на ловните дружества „Сокол“, на който той е председател. Опитът му е неуспешен и завършва с отстраняването му от председателския пост.
Като противодействие на очертаващата се разправа на правителството с МОО, на 29 ноември 1900 година ръководителите на Върховния комитет решават да заминат за Македония и Одринско и да отстъпят ръководството на други дейци. За председателското място лично Сарафов издига кандидатурата на Цончев и това му е съобщено във Видин от подполковник Стефан Николов. Цончев се среща в София с членовете на Върховния комитети и ръководителите на Братствата и е решено да се свика извънреден конгрес, на който Цончев да оглави Комитета, подпомогнат от Николов, Александър Протогеров, Иван Стойчев, Димитър Владов и Илия Гологанов. Цончев заминава за Видин и на 1 февруари 1901 година излиза в запаса като генерал-майор. Неочаквано обаче Сарафов се отмята от думата си, според привържениците на Цончев под въздействието на върналия се от чужбина Симеон Радев, който смята, че чрез Цончев организацията ще се овладее от двореца. След скандална среща между двете групи настъпва разрив, като по-голямата част от офицерите от Братствата са на страната на Цончев. Цончевистите обикалят страната и се опитват да повлият на избора на делегати за насрочения конгрес.
През нощта на 23 срещу 24 март изненадващо столичната полиция арестува Сарафов и другите членове на Върховния комитет и крилото на сарафистите на практика губи позиции на Осмия македоно-одрински конгрес през април. На конгреса Цончев се изказва на 7 април и защитава плурализма на идеи, но и организационното единство на МОО, както се обявява за сплотяване на всички течения. Цончев подкрепя „масовата революция“ и е против съществуването на Задграничното представителство и предлага сключването на „непосредствено съглашение“ между двете организации и заявява, че докато между тях няма единство, в освободителното дело няма да се постигне нищо. Новият състав на комитета отразява трите идеологически течения в македоно-одринското дело. Стоян Михайловски става председател, Владимир Димитров – подпредседател, Иван Кепов секретар, а Димитър Владов, Георги Минков и Петров – членове съветници на Комитета. Михайловски и Владов са привърженици на крилото на Цончев, Кепов и Димитров на ВМОРО, а Минков и Петров са сарафисти.
Последвалите преговори между ВМОК, ВМОРО и Освободителните братства се увенчават с Майското съглашение от 16 май 1901 година, подписано от членовете на комитета, задграничните представители и Цончев и Николов. Според него офицерите получават право да се включват в ЦК на ВМОРО и другите структури на Вътрешната организация, да запазят владение над складовете за оръжие и боеприпаси по границата на България, с което на практика печелят преимущество при бъдещото решение за вдигане на въстание. Цончев и Николов разпращат писмо до братствата в страната с нови инструкции за дейността им, които на практика убиват дейността им. Същевременно във връзка с Майското съглашение Цончев прави анкета сред офицерите, за да установи на колко може да се разчита при бъдещо въстание. Отзовават се 60 души, като половината от тях са съгласни да навлязат в Османската империя като войводи на чети.

### Начело на Върховния комитет (1901 – 1905)
През юни 1901 година председателят на ВМОК Михайловски държи реч на митинг във Варна, в която напада княз Фердинанд, осъжда намесата му революционното дело, заради която то било напът да попадне в ръцете на анархотерористите. Тази реч предизвиква широк отзвук, вследствие на който ВМОК се дистанцира от изказването на председателя си, и показва на генерал Цончев, че е дошло време да овладее ръководството на организацията.
На Деветия македоно-одрински конгрес, заседавал от 29 юли до 5 август 1901 година, групировката на Цончев успява да надделее над сарафистите и в новия комитет влизат само цончевисти – Михайловски е председател, Цончев подпредседател, Стойчев секретар, Георги Белев касиер, а Николов и Бузуков членове съветници. Макар формален председател да продължава да е Михайловски, главното действащо лице в новия комитет е генерал Цончев. Още на 18 август Цончев и Николов подписват окръжно № 820, което е в духа на Майското съглашение и цели да отхвърли обвиненията, че Върховният комитет иска да овладее революционното движение:
| „ | Движението в Македония и Одринско е революционно и е дело на самия роб в тези области: то се организира и ръководи от самия него... Македоно-одринската организация тук в Княжеството е организация легална... Нашата цел е да помагаме на населението в Македония и Одринско да се сдобие с една автономия, която да гарантира свободното развитие на тези две области. Нашата задача е не да ръководим и направляваме революционното движение в Македония и Одринско, а само да съдействаме морално и материално на това движение, като тълкуваме и изясняваме целите и стремежите му, като търсим помощта и подкрепата на обществото по цялата ширина на света... Нека заглушим личните ненависти и омрази, нека задушим личните амбиции и честолюбия и всички, съединени с братски дух, подемем сръчно и енергически светото Освободително дело. | “ |

Срещу новия състав на комитета обаче първи повеждат война сарафистите, които в лицето на Михаил Ковачев контролират Софийското дружество на МОО. Избухналият скандал води до разцепление на дружеството, като цончевистите изключват противниците си както в София, така и от дружествата в страната. Постепенно се влошават и отношенията с ВМОРО, за да прерастват в открит конфликт по въпросите за контрола върху граничните пунктове и оръжейните складове, като едновременно с това с Окръжно 914 от 20 септември и № 1035 от 2 ноември Цончев твърди, че проблем между двете организации няма. На 8 декември 1901 година новите задгранични представители на ВМОРО Димитър Стефанов и Туше Делииванов поставят ултиматум да се изтегли последното окръжно и когато това не става изпращат свое окръжно до всички македонски дружества в България, с което ги уведомяват, че организацията от 8 декември къса всички връзки с Върховния комитет в този му вид. В отговор Цончев изпраща окръжно, в което казва, че къса със задграничните представители, но не и с организацията. Така в края на 1901 и началото на 1902 година Македоно-одринската организация практически се разпада на две – един комитет на цончевистите и втори на сарафистите, анархистите, социалдемократите и привържениците на ВМОРО. Разколът прониква дори и сред самите цончевисти. Антон Бузуков престава да участва в заседанията на комитета като протест срещу политиката му. Самият Михайловски вижда в Цончев заплаха за поста си и се опитва да взима самостоятелни решения, като Цончев се колебае дали да не го отстрани. Според биографа на генерала Светлозар Елдъров една от причините за конфликтите трябва да се търси в:
| „ | стремежа на генерал Цончев към еднолично ръководство... Решаването на най-важните въпроси само в тесен кръг приближени и игнорирането на младшите офицери... | “ |

Михайловски подава оставка като председател на комитета на 6 февруари, но Цончев успява да го убеди да я оттегли, за да не се внася разкол в Македоно-одринската организация, чиито ресурси са вече изцяло впрегнати в подготовка на въстание. Цончев от октомври 1901 до февруари 1902 година прави шест обиколки в страната, като не само инспектира местните македоно-одрински дружества, но и работи сред офицерите в местните гарнизони. Особено внимание обръща на дружествата и гарнизоните покрай турската граница.
През лятото на 1901 година обаче няколо окръжни на вътрешното министерство на правителството на Петко Каравелов силно ограничават възможността за легална дейност на македоно-одринските дейци. Местните власти и окръжните управители започват да забраняват на македоно-одринските дружества и на пратениците на Върховния комитет да събират пари и помощи в натура за революционното дело. В отговор Цончев, Михайловски и Николов публикуват Мемоар до министерския съвет, в който заявяват, че конфликт между кабинета и комитета би бил от полза единствено за враговете на българщината. Авторите заявяват, че са извън партийния живот и се борят единствено за българската кауза. Манифестът завършва с „Не посягайте на македонското дело. Не посягайте на македонските дейци“. Следващият кабинет на Стоян Данев, който е и външен министър, обаче също залага на дипломатическите усилия и смята, че евентуално четническо движение ще провали усилията му за извоюване на реформи в Империята и затяга мерките срещу Върховния комитет. На 14 май 1902 година Михайловски и Цончев отново се обръщат към правителството и заявяват, че мерките против МОО ще доведат до тайни организации и конспирации и че организацията е „щит на Княжеството“. Кабинетът обаче е непреклонен и на 11 юни вътрешното министерство разпраща окръжно до окръжните управители да не допускат събиране на пари, храни и други помощи за македоно-одринските дружества и Върховния комитет.
Против въстание се обявява и Вътрешната организация и напрежението между двете организации се засилва. Това напрежение ескалира в сбъсък на Десетия македоно-одрински конгрес през юли – август 1902 година, на който Михайловски и Цончев са преизбрани начело на Върховния комитет, а опозиционерите в организацията, близки до Вътрешната организация, се отцепват и създават свой Върховен комитет, начело с Христо Станишев и Тома Карайовов. На конгреса Цончев е обвиняван от опозиционерите, че не е спазил Майското съглашение (от Димитър Стефанов), и че успял да оглави организацията благодарение на княз Фердинанд.

#### Горноджумайското въстание (1902)
След разцеплението на конгреса Цончев засилва подготовката на въстание. Още в началото на юни четата на Анастас Янков навлиза в Македония и се отправя към Леринско и Костурско. През юни в Македония навлизат четите на поручик Йордан Стоянов, на мичман Тодор Саев и на капитан Антон Шипков и се подготвят още чети на Върховния комитет. Правителството на Стоян Данев обаче и княз Фердинанд Ι смятат, че евентуално въстание ще компрометра опитите за налагане на член № 23 от Берлинския договор за автономия на Македония по дипломатически път, както и за получаване на международни финансови заеми и затяга обръча около македоно-одринските дружества. Иван Цончев и Стефан Николов се установяват в Дупница, откъдето ръководят навлизането на четите в Македония. На 19 август двамата са арестувани в Дупница и са интернирани съответно в Дряново и Балчик, извършени са обиски и други арести, а някои чети са обезоръжени и разформировани.
На 11 септември Цончев прави опит за бягство, но е арестуван повторно в София и върнат в Дряново. На фона на вече избухналото Горноджумайско въстание Цончев повторно бяга от ареста си на 27 септември и въпреки преследването от 70 души жандармерия с помощта на началника на пограничната рота в Дупница минава границата при Стоб на 3 октомври 1902 година и навлиза в Македония, когато първият етап на въстанието вече е завършил и повечето чети са се оттеглили на българска територия. Вследствие на бягството му още български войски са дислоцирани по границата, за да предотвратяват всякакво преминаване на въстаници.
До 17 октомври Цончев, който е силно разгневен от оттеглянето на върховистките чети, е в Рила, но на българска територия в околностите на Царев връх, където изчаква четите на капитан Александър Протогеров и поручик Любомир Стоенчев. На 18 октомври съединеният отряд от 150 души навлиза в Македония и се установява в източните махали на Бистрица, като на четири километра от тях западните махали са окупирани от османска войска. На 19 октомври следобед войската напада въстаниците и избухналото сражение продължава и през нощта и на другия ден. Четата на Протогеров разчиства пътя към България и след появата на значителни османски сили, въстаниците се оттеглят с 10 – 15 ранени, от които двама тежко. Сред ранените е и генерал Цончев, който на 22 октомври пристига в София се настанява при брат си на лечение.
В сблъсъка с Комитета Станишев-Карайовов, който отрича изобщо да има въстание, цончевистите излизат морални победители, но цялата критика за неуспешното въстание, както от страна на неприятелите му, така и на другарите му, се стоварва върху главния организатор на въстанието – генерал Цончев.

#### Забрана на Македоно-одринската организация (1903)
След въстанието, през ноември 1902 година Цончев влиза в помирителни преговори с Комитета Станишев-Карайовов и новите задгранични представители на ВМОРО Христо Татарчев и Христо Матов за създаването на единен Върховен комитет, които обаче се провалят. Цончев продължава с курса към въоръжено въстание – на 9 декември издава „Позив към македоно-одринската емиграция“, в който заявява, че съдбовният час е настъпил, а след това изпраща две окръжни писма до офицерите от армията, с които ги призовава да напускат редовна служба и да се готвят за въстание.
Тези мобилизационни усилия на Цончев и цончевистите притесняват европейските сили и Русия. Руският външен министър вика българския представител в Санкт Петербург Димитър Станчов и му заявява, че подобни движения нямат подкрепата на Русия. Вследствие на този натиск на 30 януари 1903 година правителството на Стоян Данев издава постановление, с което поставя Македоно-одринската организация извън закона. На 2 февруари офисите и на двата комитета, както и на провинциалните дружества са запечатани.
Цончевистите свикват митинги в София и провинцията против забраната, но като цяло българската общественост остава безразлична – раздорите и неуспешното въстание свеждат МОО от общобългарска отново до предимно емигрантска организация. Мнозинството от депутатите в парламента обвиняват за раздорите Цончев и военните дейци.

#### Илинденско-Преображенско въстание (1903)

##### Помирение между ВМОК и ВМОРО и участие в планирането на въстанието
Ограничителните мерки от страна на българското правителство засягат и двата враждуващи комитета и непряко и Вътрешната организация и така парадоксално са предпоставка за преодоляване на различията и сближаване между македоно-одринските фракции и обща работа за предстоящото въстание, решено на Солунския конгрес на ВМОРО от януари 1903 година. Цончев, въдворен от властите в Дряново, излага в писмо до Протогеров от 28 февруари 1903 година план за възстановяване на дейността на ВМОК. Според него македоно-одринските дружества трябва да се прекръстят на благотворителни, а Върховният комитет – на Върховно управително тяло, в което да влизат шестима души с „популярност в страната“ и към него да има Специално бюро от трима офицери. Върховното тяло трябва да контактува пряко с Централния комитет на ВМОРО в Солун, като си поделят административно съответните територии, а военните въпроси и в България и в Империята трябва да са в ръцете на Специалното бюро. Планът на Цончев за организационно-териториалната структура на въстанието, управлението на въстаническите сили, партизанските и диверсионните действия са първообразът на изработения по-късно Общ план за въстание. Цончев пише:
| „ | Вътре: четите заемат местата си по районите по указание на бюрото. Македония се подразделя на окръзи за главно управление: Битолски, Солунски и Серски; във всеки окръг има една върховна чета, при която стои главното командване. За Одринско също. Определя се точно началото на действията, за да бъде известено на всички чети. Действия чисто партизански; никакво съссредоточаване на по-големи маси на определени пунктове. В градовете действия терористически; прекъсвание на железвици и телеграфи. Това е и трябва да бъде целият план на нашите действия. Всякакви други философствувания са излишни. | “ |

Същевременно е изпратена мисия по сближаване с дейците на ВМОРО за бъдещето въстание, възложена на капитан Александър Протогеров и поручик Софроний Стоянов. Те се справят успешно и на 8 март с възвание Върховният комитет съобщава, че помирението е факт. Във възванието пише:
| „ | Върховният комитет, който не считаше есенешното въстание за свършено, не можеше да остане непокъртен от тая братска, макар и къснична покана, и в силното си желание да види едно разширено, повсеместно въстание в Македония, реши: братски и искрено да подаде ръка. Преговорите се увенчаха с успех и днес в Македония и Одринско няма „върховисти“, „генералисти“, „централисти“, „коцкари“ и пр. – там всички си подават братска ръка къв една прицелна точна: „смърт или свобода“. | “ |

След помирението идеите на Цончев за въстанието са разработени в документа от март – април 1903 година „Общите ръководящи начала за едно успешно въстание в Македония“, който се приписва на Димитър Венедиков, но според Светлозар Елдъров е плод на колективните усилия на офицерите около Цончев. През май 1903 година на основа на „Общите ръководящи начала“ задграничният представител Христо Матов съставя „Общ план и цел на въстанието“, който засяга планирането на бойните действия по окръзи, околии и райони. Самият Цончев пише, че е предал идеите си „гдето трябва за разглеждане“, тоест в Задграничното представителство.
В края на март 1903 година Софийският аперативен съд пуска Цончев под гаранция от 10 000 лева. След като приятелите му събират сумата, на 27 април той пристига в София и внимателно започва възстановяване на структурите на Върховния комитет като благотворителни организации и подготовката за въстание. След Солунските атентати от април Централният комитет на ВМОРО е разгромен и членовете му са изпратени в затвора. В интервю за видния френски журналист Пиер Жифар Цончев се изказва отрицателно за терористичните действия на велешките анархисти: „Това, което формално заявяваме – ми каза г. Цончев – е, че ний не бихме могли да се нагърбим с отговорността за динамитните атентати. Освен че много невинни пострадват при подобни насилия, но те принасят на нашата кауза голяма вреда, като дават на турците повод за репресии и рекламации пред Европа. Ние не сме за този род пропаганда и мога да ви кажа, че Вътрешната организация също тъй, като нас, ги осъжда.“

##### Участие в бойните действия
Въстанието избухва на 20 юли и в Княжеството веднага започват да се стичат доброволци за четите на Върховния комитет към София и оттам към сборните пунктове на границата. В средата на август в Рила вече има около 500 четници, които в различни формирования започват да навлизат в Серски революционен окръг, наречен IV въстанически окръг „Пирин планина“. Цончев влиза с четата на фелдфебел Серафим Парталев, като с него са четирима чуждестранни кореспонденти – Алфред Хейлс, Пьотър Орловец, Ромуалд Пржевалски и Борис Тагеев. Освен българските офицери в четата е и Георги Герджикович от Гевгели, офицер в Сръбската армия. Преди да навлязат в Империята коленичат пред въстаническото знаме и се заклеват, което е увековечено с фотографии. След мобилизирането на местната милиция в началото на септември въстаниците в Серския окръг стават около 850, а в хода на бойните действия надхвърлят 1000 души.
В началото на септември голям отряд от чети на Върховния комитет, общо около 400 души, е съсредоточен на Папазчаир в Южен Пирин. На 1 септември край село Пирин отрядът води едно от най-интензивните сражения през въстанието, в което въстаниците са командвани от генерал Цончев. В критичния момент следобед пристигат на помощ върховистката чета на Юрдан Стоянов и вътрешната на Яне Сандански и с повдигнат дух българите настъпват и прогонват османските войски. Двамата стари противници Цончев и Сандански се срещат в местността Тумба. Според присъствалия Георги Белев генералът казва:
| „ | Сандански, въ България, при мирно време, бѣхме противници, сега, въ поробена Македония, азъ ви подавам моята братска, другарска рѫка. Приемете я за благото и доброто на борческа Македония! | “ |

След това двамата се ръкостискат и прегръщат, а всички четници и войводи викат „Ура“.
На 5 септември повечето чети и на Върховния комитет и на Вътрешната организация се съсредоточават в района на Брезнишките езера, където се правят промени в плана на въстанието. Някои дейци на Вътрешната организация предлагат отрядът да се раздели на малки чети. Цончев се противопоставя и предлага разделяне на два големи отряда, разположени в Източен и в Западен Пирин, които да започнат едновременни действия в нощта на 14 срещу 15 септември. Сандански се съгласява напълно с плана и събранието избира Главен щаб на въстаническите сили в окръга, начело с Цончев.
Под командването на Цончев въстаническите сили в Серския окръг водят общо 22 сражения, сред които тежките боеве при Бачево и Белица и смелото нападение над гарнизона в Обидим. Противниковите сили наброяват 20 000. На 20 септември 1903 година под османския натиск четата на генерал Цончев е принудена да се изтегли в България.

#### Мисия в Европа (1903 – 1904)
След въстанието Цончев се включва в многобройните делегации, обикалящи Европа и Русия, за да защитят българската кауза и да предизвикат намеса от страна на Великите сили. Още в началото на ноември 1903 година, придружен от Илия Гологанов, главния редактор на органа на Върховния комитет „Реформи“, генерал Цончев потегля за Западна Европа. Мисията му е субсидирана с 3000 лева от министър-председателя генерал Рачо Петров.
Първата му спирка е Белград, където той няма намерение да се задържа, но е разпознат от Георги Герджикович, бивш четник на Цончев от Илинденско-Преображенското въстание, който е на служба в сръбското Министерство на външните работи. Герджикович го свързва с някои сръбски политици – Светислав Симич, основният ръководител на сръбската пропаганда в Македония, както и с Андра Николич, външния министър и други. В писмо от 13/16 ноември 1903 година, с което се отчита на генерал Петров, Цончев предава посланията на сръбските държавници, че Сърбия търси сближаване с България с цел Автономна Македония, при условие, че тя не се присъединява към България, и прогнозира, че те ще се „мъчат да създадат в Сърбия едно течение по Македонския въпрос, подобно на това в България... В тази посока аз не предвиждам особено голям успех.“ Така Цончев не успява да предвиди добре големите успехи, които сръбската пропаганда успява да направи в Македония, но предсказва развоя на събитията при евентуална война на България срещу Османската империя: „Лъжат се ония българи, които мислят, че при една война между България и Турция сръбските войски ще вземат посока към София... Сръбската армия ще се насочи там, където е нейното предназначение. Но мен ме тревожи мисълта какво ще стане с тия две братски армии, ако те се срещнат на чужда територия без едно предварително споразумение. Това е страшно даже да се помисли“.
В средата на ноември Цончев е във Виена, откъдето праща писмо на Протогеров, в което твърди, че следващият го на обиколка из Европа пратеник на ВМОРО Борис Сарафов, а може би и Тома Карайовов получават пари от австрийското правителство. След Виена на 15/28 ноември Цончев пристига в Париж, откъдето на следния ден пише писмо до Рачо Петров, в което заявява, че Франция не иска усложнения в Македония. В Лондон, където Цончев пристига заедно със Сарафов на 21 ноември/4 декември, се среща с Джеймс Брайс, подпредседателя на Балканския комитет, който се опитва да повлияе на Цончев за единство в македонската организация. В писмо до генерал Рачо Петров Цончев пише, че за разлика от Париж, Лондон гледа „твърде симпатично“ на една война между България и Турция, която може да разреши Македонския въпрос.
След Лондон Цончев има за цел да посети Санкт Петербург, но българският дипломатически агент в Русия Димитър Станчов предупреждава, че той не е желан в руската столица, тъй като против волята на Русия постоянно създава напрежение на Балканите и през януари 1904 година генералът се връща в България.

#### Сблъсък с ВМОРО и създаване на върховистка организация в Серски и Струмишки окръг (1904 – 1905)
Докато Цончев е в чужбина през есента на 1903 година с негово съгласие Протогеров, който е най-убеден и последователен привърженик на идеята за разбирателство между Върховния комитет и ВМОРО, в опит да превърне бойното сътрудничество в организационно обединение, установява контакти със задграничните представители на ВМОРО Христо Татарчев и Христо Матов. Първоначално двамата задгранични представители са склонни към сътрудничество, но впоследствие се отдръпват, тъй като на 14 октомври съвещание на дейци на ВМОРО в София решава, че въпросът за сътрудничество с върховистите ще се решава от окръжните и от Централния комитет, а не от Задграничното представителство. На 5 декември задграничните представители съобщават на Протогеров решението да се запази статуквото в отношенията на ВМОРО с цончевистите.
След провалените преговори с тайно окръжно на 11 запасни офицери – полковник Анастас Янков, подполковник Стефан Николов, капитан Александър Протогеров, поручиците Петър Дървингов, Йордан Стоянов и Христо Саракинов и подпоручиците Илия Балтов, Христо Танушев, Владимир Каназирев, Константин Настев и Борис Стрезов – са възстановени Тайните офицерски братства. Това несъмнено също става със съгласието на отсъстващия Цончев. Офицерите смятат, че през пролетта въоръжената борба ще се възобнови и затова през зимата е необходимо да се направи необходимата подготовка. Бившите върховисти цончевисти се опитват да играят водеща роля в македоно-одринското освободително движение, както в Османската империя, така и в България и пред международната общественост. Според Светлозар Елдъров зад широката им дейност в край сметка стои моралната и материална подкрепа от министър-председателя генерал Рачо Петров и военния министър Михаил Савов и логично вероятно и от княз Фердинанд I. Според Елдъров голям принос в решението за самостоятелни революционни действия има и насърчението, което Цончев получава във Великобритания, и тези действия показват погрешна преценка за международната политическа конюктура.
Основен опонент на върховистките усилия в Македония в този период става така наречената Сярска група, дейците на Серския революционен окръг около Яне Сандански, които започват да се отцепват и от самата ВМОРО. Братоубийственият цикъл започва на 10 ноември 1903 година, когато терорист санданистката фракция прави опит да убие върховисткия войвода Васо Пехливана. В отмъщение в града е убит един серчанин. На 24 декември 1903 година е ранен поручик Йордан Стоянов, тъй като той успява да овладее складираното в пограничните села след въстанието оръжие.
Цончев и офицерите около него разчитат предимно на Тайните офицерски братства, но те никога не успяват да се възстановят във формата от периода 1899 – 1901 година – част от офицерите вече са се отдръпнали, военното командване упражнява по-строг контрол. През юни 1904 година дейците на Братствата се събират на конференция у подполковник Стефан Николов. Очертава се разделение по въпроса за конфликта с ВМОРО, като някои офицери заявяват, че не одобряват този курс и заплашват да се върнат в армията. Капитан Протогеров, подпоручик Балтов и поручик Любомир Стоенчев предлагат групово оттегляне от борбата, но останалите настояват за подкрепа на Цончев и продължаване на борбата. Според Светлозар Елдъров вина за този конфликт сред офицерите има и самият Цончев, който не търси и не се съобразява с мненията на другите и взима сам решения, които не са огласявани. Това води до конфликт с Протогеров, който го обвинява в диктаторство: „У Вас най-големията недостатък Вие игнорирате всички ваши поддържатели, че Вие не се стеснявате даже в очите им да изказвате това, че Вий даже като нас офицерите Ваши другари, които сме Ви поддържали сляпо, сте ни игнорирали и в най-крупните въпроси“.
На 27 юни основното ядро от офицерите върховисти се връща на редовна служба в армията. Цончев започва политика на назначаване на свои съмишленици за учители в Империята – така доктор Димитър Владов се явява на изпит в Цариград, за да му се позволи да практикува и е назначен в Битоля, където започва да провежда върховистка политика. Цончев се опитва да получи съдействие и от българското военно разузнаване – Информационната служба при Щаба на армията, но офицерите, командировани в българските търговски агентства в Империята, предпочитат да действат с ВМОРО, която има широка организационна структура.
През август и септември 1904 година по указание на Цончев и с подкрепата на министър-председателя Петров и военния министър Савов някои от офицерите, членове на Братствата, отново излизат в отпуск или в запаса. Първата върховистка чета – тази на поручик Асен Партениев, влиза в Струмишко през декември 1904 година, последвана от серия чети, навлезли в Струмишкия и Серския революционен окръг от началото на март 1905 година. Тези чети се сблъскват с дейците на Сярската група и действат предимно в Горноджумайско, Петричко и Малешевско. Дейността им в Поройско и Гевгелийско е отслабена след убийствата на старите върховистки войводи Алексо Поройлията и Иванчо Карасулията. След кървавия бой при Кашина на 7 април 1905 година, в който санданистите проявят садистична жестокост, борбата между двете фракции по Струма се ожесточава. През целия месец май и началото на юни се стига до нови сражения във вътрешността на Македония, главно между четите на Христо Чернопеев и Никола Лефтеров. През април 1905 година войводата на Струмишкия окръг Чернопеев успява да попречи на четата на Протогеров да мине Вардара, като я обезоръжава. На 23 май 1905 година Чернопеев напада четата на поручик Настев, но на върховистите се явава на помощ четата на Никола Лефтеров, която напада Чернопеев в гръб. В сражението има убити и ранени и от двете страни.
Братоубийственото сражение при Кашина получава огромен отзвук в България, като е масово осъдено от обществеността. Симпатиите са на страната на върховистите, заради ужасната жестокост на санданистите, но авторитетът на военните дейци също е сериозно накърнен.
След сблъсъка с организацията на Струмишкия и Серския окръг на ВМОРО, по идея на Протогеров и Настев, които виждат недостатъците на върховистката дейност, цончевистите започват да оформят структурите на Македоно-одринската тайна революционна организация като опит да се дублират структурите на ВМОРО. На 5 май Протогеров пише писмо на Цончев, в което препоръчва систематична работа, добър подбор на хората с привличане на млади и интелигентни борци, ангажиране на местното население в управлението на организацията чрез провеждане на районни конгреси и избиране на местни ръководители, а в бъдеще и провеждане на окръжен конгрес. Цончев одобрява идеята и на 25 юни в Пиринско е свикан конгрес, който учредява МОТРО. Във Временното ръководно тяло (по-късно Централно бюро) влизат подполковник Стефан Николов, капитан Протогеров и старият върховистки войвода дедо Дончо Златков. Територията е разделена на пет района – Джумайски, Малешевски, Петрички, Мелнишки и Поройски, които си имат началник, войвода и ръководно тяло. Районите пък се поделят на участъци, които се ръководят от комисии. Всички органи са изборни. През юли – септември членовете на Централното бюро обикалят територията, свикват конгреси и утвърждават управителни тела. Наложен е и революционен данък. Върховистите обръщат внимание на училището, като разпореждат назначаване на учители във всички села над 50 къщи, които да се занимават само с просветна, а не с революционна дейност – мярка, насочена директно към ВМОРО, която силно разчита на учителските кадри.

#### Разпускане на върховистките организации (1905 – 1906)
Въпреки широката дейност на цончевистите те не са поканени на общия Рилски конгес от октомври 1905 година. На 30 октомври конгресът изпраща ултиматум до генерал Цончев за прекратяване на дейността им. Текстът на ултиматума е връчен на 6 ноември 1905 година на Цончев лично от председателя на конгреса Дамян Груев. Най-неочаквано за всички на 10 ноември 1905 година Цончев решава да приеме ултиматума и пише писмо до конгреса, в което заявява:
| „ | Макаръ и революционитѣ райони на Вѫтрѣшната организация, която представляваме, да не бѣха поканени на тоя конгресъ, ние въодушевлявани отъ желанието да се достигне едно единство въ Вѫтрѣшната организация, за да стане тя мощна и внушителна, Възприемаме тия законоположения [Устава и Правилника на ВМОРО] и увѣдомяваме вѫтре централното рѫководително бюро подъ председателството на г. Стефанъ Николовъ, за по-нататъшни разпореждания. | “ |

Според Христо Силянов:
| „ | Заслугата за това решение, което изненада вѫтрешнитѣ, принадлежи, преди всичко, ако не изключително, на генералъ Цончева. То не би било мислимо, ако зависѣше отъ слѣпи фракционери, увлѣчени отъ мѫтния порой на бушуващата междуособица. То е проблѣсъкъ на възвишенъ патриотизъмъ и на здравъ политически разумъ. То спести на македонското освободително дѣло много братска кръвь. На Организацията — едно усилие, което би ангажирало въ продължение на дълги месеци силитѣ ѝ и би я съвсемъ изтощило. На българския свѣтъ — едно потрѣсно зрелище на нескончаеми братоубийства изъ македонскитѣ планини и села и по софийскитѣ улици. Решението на генералъ Цончевъ изненада, и то твърде неприятно и нѣкои отъ неговитѣ привърженици вѫтре, които жадуваха за отмъщение на другаритѣ си, загинали при Къшина. Благодарение, обаче, на авторитета на генерала, както и на владѣещото у върховиститѣ военно чиноначалие, подчиниха се всички. Офицеритѣ единъ следъ другъ се изтеглиха отъ вѫтрешностьта. Дончовци и Пелтековци, които бѣха и най-зле засѣгнатитѣ, не можеха да ги не последватъ. | “ |

Освен безсмислеността на братоубийствения сблъсък с ВМОРО причина за това решение, на практика сложило край на върховизма като течение в национално-освободителната борба, е според Светлозар Елдъров „пълното изчерпване на моралния и материалния кредит на върховизма сред българската общественост“. Изчерпвенето на доверието води до тежко финансово състояние на върховистката организация, която потъва в дългове. Трета причина е заповед № 39 на генерал Савов от 10 февруари 1905 година, с която се нарежда да се вземат мерки „щото не само че някой в армията, от какъвто чин и звание да бъде, да не взема никакво участие в делото на македонските комитети, но и помен да се не допуща за намесата им в политическите стремежи на отделни лица или групи вътре в княжеството или вън от него“. И накрая против Цончев застава и политическото ръководство на страната – на 25 март 1905 година в доклад на Второ политическо отделение при МВнРИ се настоява за директно финансиране на ВМОРО за заставяне „Цончева да разтури формално групата си и да влезе в организацията, за да се слее с умерените елементи“. За влизане във ВМОРО се е надявал и Дамян Груев, който е в близки отношения с Цончев нещо, за което и двамата са обвинявани от по-крайните си сподвижници съответно от Кирил Пърличев и от Константин Настев.
През януари – март 1906 година Цончев е в село Рила, откъдето ръководи прибирането на върховистките чети и складирането на оръжието. До края на март всички върховистки офицери се прибират в Княжество, без полковник Анастас Янков, който загива в сражение при Влахи на 3 април на път за България.

### Последни години и смърт (1907 – 1910)
В 1907 година генерал Цончев участва в създаването на Съюза на запасните офицери.
Вследствие на двете ранаявания в 1885 година по време на Сръбско-българската война и в 1902 година по време на Горноджумайското въстание, както и на тежкия революционен живот, генерал Цончев се разболява тежко и последните две години от живота си е скован от прогресивна парализа в Софийската дивизионна болница.
Генерал-майор Иван Цончев умира на 16 декември 1910 година на 51 години.
На поклонението пред тленните му останки присъстват представители на всички македонски братства в Царството, Софийското опълченско дружество, Дружеството „Сливница“, Съюза на западните офицери, Съюза на ловните дружества „Сокол“, революционни дейци от всички фракции, офицерите от столичния гарнизон, депутати и министри. На опелото в катедралата „Свети Крал“ присъства лично монархът цар Фердинад I. Реч държи Стоян Михайловски. Ковчегът е ескортиран от дружина от 6-и пехотен търновски полк, ескадрон от 1-ви конен полк и батарея от 4-и артилерийски полк. Пред ковчега дефилират бойните му знамена, а процесията се води от митрополит Партений Софийски.
Светлозар Елдъров пише за генерал Цончев:
| „ | и на двете поприща – военната кариера и освободителната борба – генерал Иван Цончев отдава всичко от себе си. Макар и противоречиво, неговото дело рано или късно ще намери своето истинско място в българската история, в която той е не само участник, но и неин творец. | “ |

## Военни звания
- Редник (2 август 1877)
- Ефрейтор (9 януари 1878)
- Младши унтерофицер (15 юли 1878)
- Прапоршчик (10 май 1879)
- Подпоручик (1 ноември 1879, преименуван)
- Поручик (30 август 1882)
- Капитан (30 август 1885)
- Майор (14 април 1887)
- Подполковник (2 август 1891)
- Полковник (2 август 1895)
- Генерал-майор (1 февруари 1901)

## Награди
До 1900 година генерал-майор Цончев добива следните награди:
- Руски медал за Освободителната война (1878)
- Военен орден „За храброст“ IV степен (1885)
- Княжеский орден „Св. Александър“ V степен (1888)
- Сребърен медал за Сръбско-българската война (1895)
- Орден „За 10-годишна служба“ (1889)
- Княжеский орден „Св. Александър“ IV степен (1891)
- Височайша благодарност (1892)
- Княжеский орден „Св. Александър“ III степен (1895)
- Орден „Таково“ III степен (1897)
- Орден „За 20-годишна служба“ (1899)
- Орден „Таково“ II (1900)
- Орден „Италианска корона“ II степен (1900)

## Памет
На Иван Цончев е наречена улица „Генерал Цончев“ в София (Карта).